# Stellaria laevis
Stellaria laevis là loài thực vật có hoa thuộc họ Cẩm chướng. Loài này được (Bartl.) Rohrbach miêu tả khoa học đầu tiên năm 1872.